# Heads Leap
Heads Leap ist ein Wasserfall im Mount-Aspiring-Nationalpark in der Region Otago auf der Südinsel Neuseelands. Er liegt im Lauf des Cascade Creek, der in vorwiegend östlicher Fließrichtung in den Matukituki River mündet. Seine Fallhöhe beträgt rund 200 Meter.